# Клінтон (Міссісіпі)
Клінтон (англ. Clinton) — місто (англ. city) в США, в окрузі Гіндс штату Міссісіпі. Населення — 28 100 осіб (2020).

## Географія
Клінтон розташований за координатами 32°21′16″ пн. ш. 90°20′32″ зх. д. / 32.35444° пн. ш. 90.34222° зх. д. (32.354422, -90.342204).  За даними Бюро перепису населення США в 2010 році місто мало площу 109,16 км², з яких 108,32 км² — суходіл та 0,84 км² — водойми.

## Демографія
Згідно з переписом 2010 року, у місті мешкало 25 216 осіб у 9766 домогосподарствах у складі 6837 родин. Густота населення становила 231 особа/км².  Було 10359 помешкань (95/км²).
Расовий склад населення:
| - 60,1 % — білих - 33,9 % — чорних або афроамериканців - 4,1 % — азіатів - 0,2 % — корінних американців |

До двох чи більше рас належало 1,0 %. Частка іспаномовних становила 1,5 % від усіх жителів.
За віковим діапазоном населення розподілялося таким чином: 24,6 % — особи молодші 18 років, 61,7 % — особи у віці 18—64 років, 13,7 % — особи у віці 65 років та старші. Медіана віку мешканця становила 36,7 року. На 100 осіб жіночої статі у місті припадало 85,8 чоловіків;  на 100 жінок у віці від 18 років та старших — 81,3 чоловіків також старших 18 років.
Середній дохід на одне домашнє господарство  становив 72 583 долари США (медіана — 55 486), а середній дохід на одну сім'ю — 87 289 доларів (медіана — 73 731). Медіана доходів становила 46 707 доларів для чоловіків та 38 973 долари для жінок. За межею бідності перебувало 15,5 % осіб, у тому числі 19,6 % дітей у віці до 18 років та 10,1 % осіб у віці 65 років та старших.
Цивільне працевлаштоване населення становило 12 311 осіб. Основні галузі зайнятості: освіта, охорона здоров'я та соціальна допомога — 28,9 %, роздрібна торгівля — 12,9 %, мистецтво, розваги та відпочинок — 9,9 %, науковці, спеціалісти, менеджери — 7,9 %.